# Alto Reno Terme
Alto Reno Terme ist eine italienische Gemeinde (comune) in der Metropolitanstadt Bologna (Region Emilia-Romagna). Sie wurde am 1. Januar 2016 aus den Gemeinden Granaglione und Porretta Terme gebildet. Sie zählt 7050 Einwohner (Stand 31. Dezember 2023).